# Meirokusha

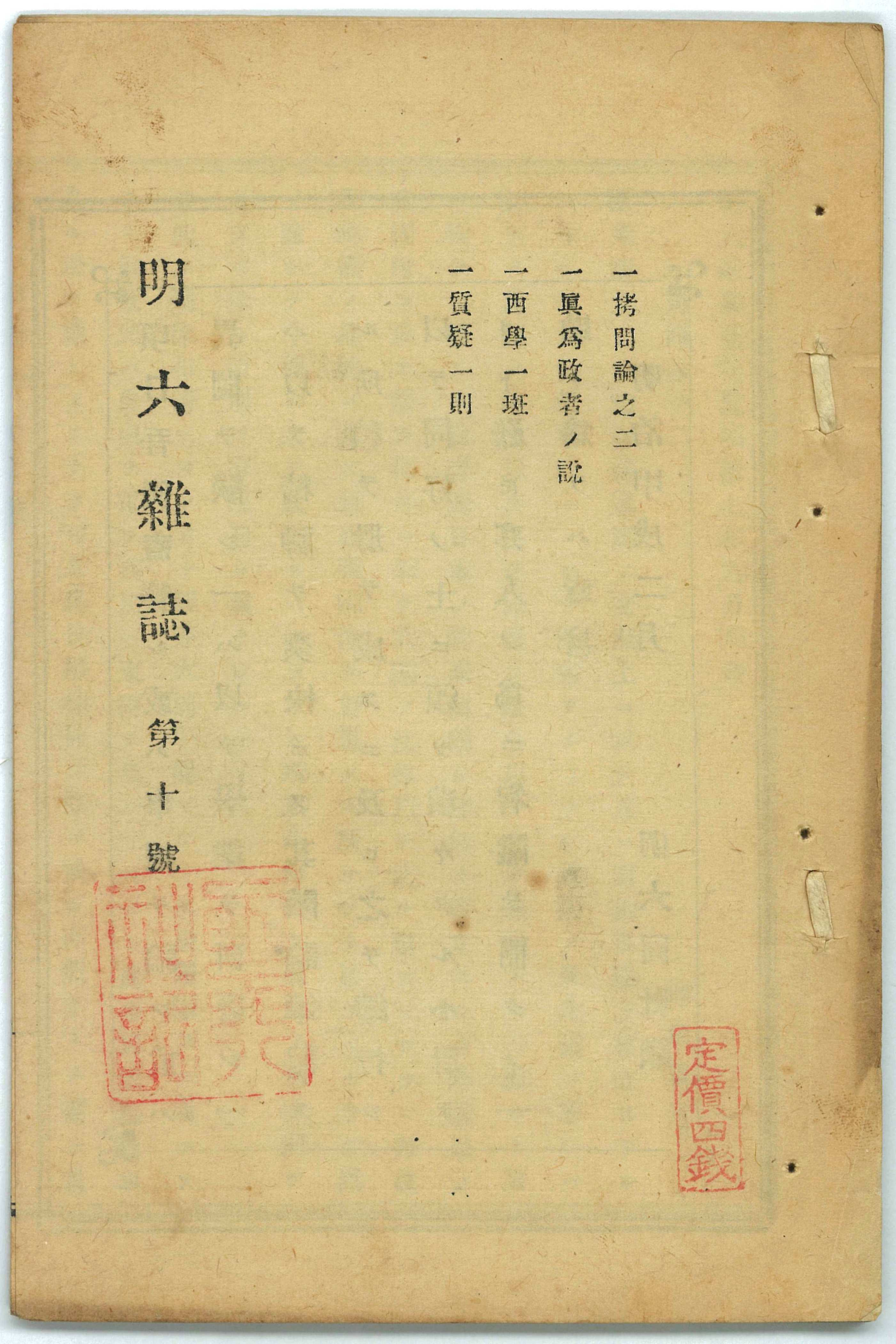
couverture du Meiroku Zasshi numéro 10 de 1874.

La Meirokusha (明六社, Meirokusha) était une société intellectuelle de l'ère Meiji au Japon qui éditait le journal social-critique Meiroku Zasshi (明六雑誌, journal Meiroku). Son nom vient du fait que la société a été fondée en l'an 6 de l'ère Meiji (明 est le premier kanji de 「明治」 qui est l'écriture japonaise de Meiji, 六 signifie « 6 » et 「社」veut dire « société »).
Proposée par l'homme d'état Arinori Mori en 1873 (six ans après le début de la restauration de Meiji) et officiellement fondée le 1er février 1874, la Meirokusha a été destinée à « favoriser la civilisation et l'éclaircissement », et à présenter l'éthique occidentale et les éléments de la civilisation occidentale au Japon. Il a joué un rôle important en présentant et en popularisant des idées occidentales au début de l'ère Meiji, par des conférences publiques et par son journal, le Meiroku Zasshi. Mori avait été impressionné par les activités des sociétés américaines d'enseignement au cours de son séjour (1871-1873) comme premier envoyé du Japon aux États-Unis. Il a été également influencé par les idées de Horace Mann sur l'éducation universelle.
À l'origine, ses membres étaient :
- Arinori Mori
- Shigeki Nishimura
- Yukichi Fukuzawa
- Hiroyuki Kato
- Rinsho Mitsukuri
- Shuhei Mitsukuri
- Masanao Nakamura
- Amane Nishi
- Mamichi Tsuda
- Koji Sugi

La société a finalement réuni jusqu'à 33 membres, dont :
- Shiroshi Sakatani
- Takahira Kanda
- Hisoka Maejima
- Sensai Nagayo
- Fujimaro Tanaka
- Sen Tsuda
- Fumihiko Ōtsuki
- William Elliot Griffis

Ces nouveaux membres comprenaient des éducateurs, des bureaucrates, et des philosophes (certains parmi les plus importants du Japon au XIXe siècle). La plupart d'entre eux avaient étudié le Confucianisme et la philosophie occidentale, et la plupart avaient vécu quelque temps à l'étranger. La faction confucéenne estimait que la force et la prospérité des nations occidentales avaient été établies sur un fondement de force morale, et demandait que le Japon suive le même chemin. La faction de la philosophie occidentale affirmait que la force et la prospérité des nations occidentales étaient dues à la logique et à l'organisation rationnelle des organismes et des institutions. La faction pragmatique soutenait que le Japon devait joindre ses propres forces aux valeurs et aux systèmes du gouvernement occidentaux.
Bien que la Meirokusha ait continué de fonctionner jusqu'en 1900 environ, l'influence de la société a brusquement diminué après qu'elle a été forcée de cesser d'éditer son journal après l'introduction de l'ordonnance sur la presse et la loi sur la diffamation en 1875.

## Source de la traduction
- (en) Cet article est partiellement ou en totalité issu de l’article de Wikipédia en anglais intitulé « Meirokusha » (voir la liste des auteurs).